# 長谷部康平
長谷部 康平（はせべ こうへい、1985年5月21日 - ）は、岐阜県関市出身の元プロ野球選手（投手）、野球解説者。左投左打。引退後、2017年から株式会社楽天野球団営業第二部スポンサー担当。現在は宮城県を拠点に活動。

## 経歴

### プロ入り前
小学2年で野球を始めると、中学時代には岐阜中濃シニアでプレー。愛知県の杜若高等学校時代には、後に名城大学を経て中日ドラゴンズへ入団する山内壮馬とエースの座を争いながら、背番号1番と10番を交互に付け合った。ちなみに、在学中には春・夏とも全国大会への出場経験がなく、3年生夏の愛知県大会でベスト4に入ったことが最高の成績だった。
愛知工業大学への進学後に、1年春の愛知大学野球リーグ戦で初登板。3年時からエースとなり、3年生としては唯一人第35回日米大学野球、第3回世界大学野球選手権の代表に選出される。4年秋の名古屋商大とのリーグ開幕戦にて17奪三振を記録。同年8月、北京五輪プレ大会に選出され優勝に貢献。同年11月、第37回IBAFワールドカップに選出され、抑えとして5試合に登板、無失点の好投を見せる。同年12月、プロ野球選手で構成された北京五輪アジア予選メンバーに唯一アマチュアから選出され、自身の登板はなかったもののチームは優勝を果たす。リーグ戦通算21勝21敗、防御率2.39、敢闘賞2回、最優秀防御率1回。北京五輪アジア予選メンバーは、楽天を除く11球団からの選手で構成されていたが、大会準備期間中に楽天が長谷部をドラフトで引き当てたため、全球団が揃うこととなった。このような活躍から、大場翔太・加藤幹典とともに「大学BIG3」として注目された。
2007年の大学・社会人ドラフト会議では、東北楽天ゴールデンイーグルス・中日ドラゴンズ・広島東洋カープ・千葉ロッテマリーンズ・埼玉西武ライオンズの5球団が1巡目で重複指名。抽選の結果、楽天が独占交渉権を獲得し、契約金1億円、年俸1,500万円に出来高分の5,000万円を加えた条件（金額は推定）で入団した。入団当初の背番号は20。

### プロ入り後
2008年
プロ入り初の対外試合となった2月25日のヤクルトとの練習試合と、続く3月2日のロッテとのオープン戦の計2試合で合計9イニング投げ無失点、被安打はわずか1という好成績を残し、田中将大と左右の二本柱として期待を受ける。しかし、3月2日の試合中に左膝をひねり、後日の検査で左膝の半月板を損傷していたことが判明したため開幕は絶望となった。なお「半月板損傷」という事実はトレーニングコーチなど一部の人間以外には伏せられ、対外的には単に「左膝の不調」とのみ発表された。
5月14日、オリックス戦でプロ初登板初先発するも、試合開始直前に雨脚が強くなり、僅か2分、4球を投げたところで中断ノーゲームとなる。翌5月15日の同カードで中継ぎとして初登板。以降は先発として起用されるも、3回も持たずに降板に追い込まれる試合が相次ぐ。8月19日のオリックス戦で二番手で登板し、7回1/3を2失点に抑えるロングリリーフでプロ初勝利を挙げたが、結局1年目は1勝4敗、防御率9.93という成績に終わった。オフに手術を受ける。
2009年
手術の影響で春季キャンプは二軍スタートも監督の野村克也からの期待は高く、テレビのインタビューでは「先発は岩隈（久志）、田中（将大）は確定、あとは長谷部に出てきてほしい」と言われる。オープン戦での登板は1試合のみだったが、開幕一軍のメンバーに選ばれる。4月30日の日本ハム戦で5回1/3を自責点2で先発としての初勝利を果たし、初めて本拠地でヒーローインタビューを受けた。しかしシーズンを通して不安定な内容が多く、夏場に入ると膝の状態が再び悪化し、終盤には中継ぎに配置転換。5勝8敗、防御率は5.19といまひとつという成績に終わった。
2010年
春季キャンプは一軍スタートが決定していたが、キャンプ直前に左膝を負傷し、二軍スタートとなった。開幕は一軍となり、初登板は先発の青山浩二がプレイボール直後の2球で負傷したことによる緊急登板だったが、打線の大量援護もありシーズン初勝利を挙げた。しかし不安定な内容は相変わらずで、結局3勝に終わった。
2011年
開幕前の1月に結婚を発表、7月には第一子となる長男が誕生した。また、北京五輪アジア予選の日本代表監督として長谷部を抜擢した星野仙一が、この年から楽天の一軍監督に就任した。
シーズン終盤までは左肩痛もあり出番は無かったものの、8月末に一軍に昇格すると今までと違ったコントロールを重視した投球スタイルを披露。先発ローテーションに加わり、7試合で1勝0敗と勝ち星には恵まれなかったものの、防御率は2.55と安定した成績を残した。
2012年
オープン戦で打ち込まれ、ストレートが最速130km/h前半にとどまったこともあり、球団に手術を直訴し、5月に左膝に自身の軟骨を移植する手術を行った。元々医師からは「（手術後）復帰までに1年はかかる」と宣告されており、3か月は歩行もできず単調なリハビリとトレーニングだけの日々を過ごし、一軍・二軍ともに登板なしに終わった。
2013年
2月の春季キャンプ中にブルペンで投球できるまで左膝が回復。長谷部自身も「長年の（左膝の）違和感が消えて、スムーズに腕が振れるようになった」と語っていた。5月30日のイースタン・リーグ公式戦で実戦に復帰すると、7月6日のソフトバンク戦に救援で635日振りの一軍公式戦登板を果たした。2シーズンぶりの先発登板になった同月15日のオリックス戦で6回無失点と好投したが、左腕の救援要員が不足しているチーム事情などから、以降の登板ではショートリリーフやセットアッパーに起用されている。8月22日に実母が逝去したが、翌日に実家での通夜に参加すると、クリネックススタジアム宮城で2位・ロッテとの首位攻防3連戦を控えていたチームに戻って登板を志願。同月24日の同カードで8表一死から4番手で登板すると、打者2人を無安打に抑えた。翌25日の対ロッテ戦で一軍公式戦2シーズンぶりの勝利を挙げると、9月12日の同カード（QVCマリンフィールド）で一軍初セーブを記録するなど、チーム初のパシフィック・リーグ優勝に貢献。ロッテとのクライマックスシリーズのファイナルステージや、巨人との日本シリーズ第4戦（10月30日・東京ドーム）でも救援登板を果たしたが、日本シリーズでは2回1失点で敗戦投手になった。
2014年
この年にニューヨーク・ヤンキースから入団したケビン・ユーキリスが背番号20を付けることを希望したため、背番号を17に変更。レギュラーシーズンでは、4年ぶりに開幕を一軍で迎えると、一軍公式戦で自己最多の26試合に登板した。
2015年
2年連続の開幕一軍を逃したが、開幕直後の4月15日に楽天Koboスタジアム宮城で催された巨人とのイースタン・リーグ公式戦に先発投手として登板。公式戦では2013年7月のオリックス戦（前述）以来となる先発登板ながら、5回を投げて被安打1の無失点に抑えた。この結果を受けて、同月22日にシーズン初の出場選手登録を果たしたが、救援で2試合に投げただけで登録を抹消。5月29日に再び登録されると、翌30日の巨人戦で延長11回表に登板したが、橋本到に適時打を打たれるなど2点を失った末に敗戦投手になった。結局、この試合の翌日（同月31日）に再び登録を抹消されると、一軍への復帰を果たせないままシーズンを終了。シーズン終了後の11月29日には、背番号を30に変更することが球団から発表された。
2016年
9月15日に、シーズン初の出場選手登録を経て、対西武戦（西武プリンスドーム）に救援でシーズン初の一軍公式戦登板。同月27日の対オリックス戦（京セラドーム）にも5回表から登板したが、対戦した3人の打者全員に四球を出した末に、1つもアウトを取れないまま交代を命じられた。結局、一軍公式戦への登板は以上2試合だけで、10月1日に球団から戦力外を通告。通告を受けた直後には、「他の球団から声がかかれば分かりませんが、やれることはやりましたので、12球団合同トライアウトを受けません」という表現で、現役から引退することを示唆した。後に引退を決めたことから、球団では、11月23日のファン感謝祭で栗原健太・牧田明久との合同引退セレモニーを開催。12月2日付で、NPBから自由契約選手として公示された。

### 現役引退後
明るく社交的な性格で、「野球以外の仕事で営業のスキルを身に付けたい」という理由で、楽天球団に在籍したまま職員へ転身。2017年1月10日付で、株式会社楽天野球団営業本部営業第二部営業第二グループへ配属された。楽天の選手が現役引退を機に球団の営業職員へ転身した事例は初めてで、転身後はパソコンの使い方などを一から学びつつ、本拠地・Koboパーク宮城（「楽天Koboスタジアム宮城」から改称）にある年間指定席の新規顧客への販売業務などに携わった。同年5月からスポンサー担当に異動。
2020年からはJ SPORTSの野球解説者としても活動するほか、8月1日オープンの高級生食パン専門店「LA・PAN」の仙台本店の立ち上げと運営を統括している。
その他、宮城県エリアで放送されたキリンビール、カーフロンティアのタイミーのテレビCMなどに出演。楽天OBの枡田慎太郎との共演は、楽天ファンの中でも話題になった。
野球に恩返ししたいとの思いから育成・指導にも携わり、硬式野球チーム・仙台PONYのGM、野球塾バッティングアスリートのアドバイザーも務める。2022年10月に行われた宮城県や仙台市、ミヤギテレビなどが開催する子育てイベント「子育て応援団すこやか2022」ではストラックアウトのブースを設置し子供たちが野球に親しむ活動を行なった。
また、アスリートの目線を活かしスポーツジム「アッティーボジム」のアドバイザーや各種公演活動なども行なっている。

## エピソード
2010年9月3日の埼玉西武ライオンズ戦（Kスタ宮城）に先発した際、1回表に1番片岡易之から3者連続四球で無死満塁。続く4番ホセ・フェルナンデスにも四球を与え、押し出しで1点を失う。さらに5番中村剛也に満塁本塁打を打たれ5点目を失うも以降3人をいずれも三振で打ち取り、この回を終えた。投球内容は「四球-四球-四球-四球-本塁打-三振-三振-三振」。「野手の守備機会0で5失点」というイニングになった。

## 人物
杜若高校時代のチームメイトだった山内とは、卒業後も仲が良い。2007年の大学・社会人ドラフト会議では、抽選の末に長谷部の交渉権を獲得できなかった中日が、ドラフト1巡目での再入札を経て山内を獲得した。山内は2015年のシーズン終了後に中日から戦力外通告を受けたが、秋季キャンプでの入団テストを経て楽天に入団。2016年に再び長谷部のチームメイトになったが、2人とも球団から戦力外を通告された後に、現役を引退した。
また、2006年のドラフト1巡目指名で投手として楽天へ入団した永井怜とは、大学時代からの知り合いでもある。永井が現役引退によって楽天球団の職員（楽天イーグルスアカデミーのジュニア部門コーチ）へ転じた2015年からは、2016年に自身が引退するまで、永井の付けていた背番号30を引き継いでいた。永井も、背番号の変更が発表された直後に、自身のTwitter公式アカウントを通じて長谷部への激励ツイートを発信している。
2023年現在は、野球塾の運営で金刃憲人、松井宏次といった楽天OB仲間とも協業している。

## 詳細情報

### 年度別投手成績
| 年 度     | 球 団     | 登 板 | 先 発 | 完 投 | 完 封 | 無 四 球 | 勝 利 | 敗 戦 | セ 丨 ブ | ホ 丨 ル ド | 勝 率 | 打 者 | 投 球 回 | 被 安 打 | 被 本 塁 打 | 与 四 球 | 敬 遠 | 与 死 球 | 奪 三 振 | 暴 投 | ボ 丨 ク | 失 点 | 自 責 点 | 防 御 率 | W H I P |
| --------- | --------- | ----- | ----- | ----- | ----- | -------- | ----- | ----- | -------- | ----------- | ----- | ----- | -------- | -------- | ----------- | -------- | ----- | -------- | -------- | ----- | -------- | ----- | -------- | -------- | ------- |
| 2008      | 楽天      | 13    | 6     | 0     | 0     | 0        | 1     | 4     | 0        | 0           | .200  | 181   | 35.1     | 56       | 6           | 22       | 0     | 2        | 23       | 2     | 1        | 41    | 39       | 9.93     | 2.21    |
| 2009      | 楽天      | 25    | 20    | 0     | 0     | 0        | 5     | 8     | 0        | 1           | .385  | 499   | 109.1    | 132      | 12          | 49       | 1     | 6        | 65       | 8     | 0        | 69    | 63       | 5.19     | 1.66    |
| 2010      | 楽天      | 10    | 8     | 0     | 0     | 0        | 3     | 5     | 0        | 0           | .375  | 200   | 43.2     | 49       | 10          | 23       | 2     | 2        | 30       | 3     | 0        | 42    | 38       | 7.83     | 1.65    |
| 2011      | 楽天      | 7     | 7     | 0     | 0     | 0        | 1     | 0     | 0        | 0           | 1.000 | 140   | 35.1     | 26       | 0           | 13       | 0     | 0        | 20       | 1     | 0        | 11    | 10       | 2.55     | 1.10    |
| 2013      | 楽天      | 24    | 1     | 0     | 0     | 0        | 1     | 1     | 3        | 10          | .500  | 135   | 34.1     | 24       | 1           | 10       | 0     | 2        | 31       | 0     | 0        | 7     | 7        | 1.83     | 0.99    |
| 2014      | 楽天      | 26    | 0     | 0     | 0     | 0        | 0     | 0     | 0        | 0           | ----  | 156   | 35.2     | 35       | 4           | 14       | 0     | 1        | 31       | 1     | 0        | 18    | 15       | 3.79     | 1.37    |
| 2015      | 楽天      | 3     | 0     | 0     | 0     | 0        | 0     | 1     | 0        | 0           | .000  | 24    | 4.0      | 6        | 0           | 6        | 0     | 0        | 3        | 0     | 0        | 5     | 4        | 9.00     | 3.00    |
| 2016      | 楽天      | 2     | 0     | 0     | 0     | 0        | 0     | 0     | 0        | 0           | ----  | 12    | 2.1      | 1        | 0           | 3        | 0     | 1        | 2        | 0     | 0        | 3     | 3        | 11.57    | 1.71    |
| 通算：8年 | 通算：8年 | 110   | 42    | 0     | 0     | 0        | 11    | 19    | 3        | 11          | .367  | 1347  | 300.0    | 329      | 33          | 140      | 3     | 14       | 205      | 15    | 1        | 196   | 179      | 5.37     | 1.56    |

- 各年度の太字はリーグ最高

### 記録
投手記録
- 初登板：2008年5月15日、対オリックス・バファローズ11回戦（クリネックススタジアム宮城）、6回表に2番手で救援登板、2回無失点
- 初奪三振：2008年5月21日、対中日ドラゴンズ2回戦（クリネックススタジアム宮城）、9回表に小田幸平から空振り三振
- 初先発：2008年5月28日、対読売ジャイアンツ2回戦（東京ドーム）、4回5失点で敗戦投手
- 初勝利：2008年8月19日、対オリックス・バファローズ18回戦（スカイマークスタジアム）、2回裏二死に2番手で救援登板・完了、7回1/3を2失点
- 初先発勝利：2009年4月30日、対北海道日本ハムファイターズ6回戦（クリネックススタジアム宮城）、5回1/3を2失点
- 初ホールド：2009年7月10日、対福岡ソフトバンクホークス9回戦（福岡Yahoo! JAPANドーム）、11回裏に4番手で救援登板、1/3回無失点
- 初セーブ：2013年9月12日、対千葉ロッテマリーンズ22回戦（QVCマリンフィールド）、8回裏一死に5番手で救援登板、完了、1回2/3を無失点

打撃記録
- 初安打：2009年5月24日、対横浜ベイスターズ1回戦（横浜スタジアム）、6回表に小林太志から左前安打
- 初打点：2009年6月8日、対読売ジャイアンツ4回戦（東京ドーム）、2回表に高橋尚成から右前適時打

### 背番号
- 20 （2008年 - 2013年）
- 17 （2014年 - 2015年）
- 30 （2016年）

### 登場曲
- 「言えないよ」JAMOSA（2008年）
- 「One Love feat. 般若, dNessa」Equal（2009年）
- 「Better Days feat. Def Tech」BENNIE K（2010年）
- 「My Treasure」清水翔太（2011年 - 2012年）
- 「希望の歌」高橋優（2013年 - 2014年）
- 「I Don't Want To Miss A Thing」エアロスミス（2015年）
- 「終わりなき旅」Mr.Children（2016年）

### 代表歴
- 第35回日米大学野球選手権大会日本代表
- 第15回アジア競技大会野球日本代表
- 北京プレオリンピック野球日本代表
- 第37回IBAFワールドカップ日本代表
- 第24回アジア野球選手権大会日本代表